# Bresnica (Koceljeva)
Bresnica (Servisch cyrillisch Бресница) is een plaats in de Servische gemeente Koceljeva. De plaats telt 229 inwoners (2002).